# Harry Gregg
Henry „Harry” Gregg (ur. 27 października 1932 w Magherafelt, zm. 16 lutego 2020 w Coleraine) – północnoirlandzki piłkarz grający na pozycji bramkarza, reprezentant kraju, uczestnik mistrzostw świata 1958, trener. Odznaczony Komandorią Orderu Imperium Brytyjskiego (CBE).

## Kariera piłkarska
Harry Gregg, który uczył się zawodu stolarza, karierę piłkarską rozpoczął w juniorach Windsor Park Swifts, rezerwowej drużynie Linfield, a następnie grał w juniorach Coleraine. W 1952 roku podpisał profesjonalny kontrakt z klubem z South Yorkshire – Doncaster Rovers.
W grudniu 1957 roku za 23 000 funtów brytyjskich został kupiony przez Manchester United, co było wówczas światowym rekordem transferowym wśród bramkarzy.
Podczas pobytu w Manchesterze United rozegrał 247 meczów, z czego w 48 meczach zachował czyste konto. Gregg czasem był nazywany Bohaterem Monachium, gdyż w czasie katastrofy lotniczej w Monachium 1958 wyciągnął z płonącego samolotu niektórych swoich kolegów z drużyny, w tym Bobby’ego Charltona, Jackiego Blanchflowera i Dennisa Violleta oraz uratował Verę Lukić, żonę jugosłowiańskiego dyplomaty i jej córkę Vesnę, a także trenera Manchesteru United – sir Matta Busby’ego. George Best, który wówczas pracował jako chłopiec do czyszczenia butów, powiedział:
Odwaga to jedno, ale to co Harry zrobił to więcej niż odwaga. To była dobroć.
Gregg jest uważany za jednego z najlepszych bramkarzy w historii Manchesteru United. Zdobył w tym klubem dwukrotnie mistrzostwo Anglii (1965, 1967), Puchar Anglii (1963) oraz Tarczę Wspólnoty (1965). Ze względu na kontuzje nie rozegrał zbyt wielu meczów w klubie, w tym mistrzowskich dla klubu sezonach: 1964/1965 (nie rozegrał żadnego meczu), 1966/1967 (2 mecze). Klub w sezonie 1957/1958 był liderem w tabeli ligowej, jednak ze względu na monachijską katastrofę, w której zginęło wielu podstawowych piłkarzy, drużyna zakończyła rozgrywki na 9. miejscu, a mistrzostwo zdobył Wolverhampton Wanderers.
W grudniu 1966 roku Gregg został zawodnikiem Stoke City, w którym rozegrał 2 mecze: przegrany 2:4 z Leicester City oraz wygrany 2:0 z Blackpool. Po sezonie 1966/1967 Harry Gregg zakończył piłkarską karierę.

## Kariera reprezentacyjna
Harry Gregg w latach 1954–1963 rozegrał 25 meczów w reprezentacji Irlandii Północnej. Reprezentował swój kraj na mistrzostwach świata 1958 w Szwecji, na których reprezentacja Irlandii Północnej odpadła w ćwierćfinale po porażce 0:4 z reprezentacją Francji na Idrottsparken w Norrköping, a Gregg otrzymał Złote Rękawice – nagrodę przyznawaną najlepszemu bramkarzowi mistrzostw świata.

## Kariera trenerska
Harry Gregg dnia 1 lipca 1968 roku został trenerem angielskiego Shrewsbury Town, którym był do dnia 1 października 1972 roku. Dnia 1 listopada 1972 roku został trenerem walijskiego klubu występującego w angielskich rozgrywkach Swansea City, jednak na początku 1975 roku zrezygnował z tej funkcji na rzecz zatrudnienia w angielskim Crewe Alexandra, którego prowadził do dnia 31 maja 1978 roku. Następnie w latach 1978–1981 był trenerem bramkarzy Manchesteru United w sztabie szkoleniowym Dave’a Sextona.
Następnym klubem w karierze trenerskiej Harry’ego Gregga był Swindon Town, gdzie był asystentem trenera Lou Macariego, jednak został z klubu zwolniony w kwietniu 1985 roku. Dnia 20 maja 1986 roku został trenerem klubu Football League Third Division – Carlisle United, jednak klub pod wodzą Gregga po raz pierwszy od 1960 roku spadł do czwartej ligi angielskiej.

## Życie prywatne
Harry Gregg był dwukrotnie żonaty. Pierwszą żoną była Mavis Markham, z którą się ożenił w 1957 roku w St James’s Church w Doncaster. Mieli dwie córki: Lindę (ur. 1958) i Karen (1959–2009). Mavis zmarła na raka w 1961 roku. Następnie ożenił się z Carolyn Maunders, z którą miał czwórkę dzieci: Julie, Jane, Suzanne and Johna-Henry’ego. Dnia 24 kwietnia 2009 roku córka z pierwszego małżeństwa Karen zmarła na raka w wieku 50 lat. Mieszkał wraz z żoną w Coleraine w Irlandii Północnej.
Harry Gregg był niegdyś właścicielem hotelu Windsor Hotel w Portstewart na północnym wybrzeżu w Antrim. W 1995 roku został odznaczonym Orderem Imperium Brytyjskiego, a dnia 1 lipca 2008 roku podczas ceremonii zakończenia roku akademickiego został Honorowym Absolwentem na University of Ulster oraz otrzymał tytuł doktora za wkład w piłkę nożną.
Harry Gregg dnia 15 maja 2012 roku był obecny na obchodach 20-lecia powstania klubu kibica Manchesteru United – George Best Carryduff, zorganizowanego przez Johna White’a i Johna Dempseya. Podczas tych obchodów Manchester United rozegrał mecz z drużyną Irish League Select XI prowadzoną przez Martina O’Neilla i Davida Jeffreya, który United wygrał 4:1. Po śmierci Billa Foulkesa dnia 25 listopada 2013 roku Harry Gregg i sir Bobby Charlton byli ostatnimi żyjącymi zawodnikami, którzy przeżyli katastrofę lotniczą w Monachium 1958.
Siostrzeńcem Gregga jest inny północnoirlandzki piłkarz i trener – Steve Lomas, reprezentant kraju, zawodnik m.in. Manchesteru City, West Ham United, a ostatnio prowadził Millwall.

## Telewizja
Harry Gregg występował w wielu programach telewizyjnych dotyczących Manchesteru United i katastrofy lotniczej w Monachium 1958, w tym w filmie dokumentalnym w 1998 roku pt. Munich: End of a Dream, zreazlizowanym z okazji 40-lecia katastrofy. W 2008 roku z okazji 50. rocznicy katastrofy pojawił się w filmie dokumentalnym pt. One Life: Munich Air Disaster emitowanym dnia 6 lutego 2008 roku w telewizji BBC, w którym na miejscu katastrofy oraz w szpitalu spotkał się z Johnem Lukiciem – angielskim piłkarzem, którego matka Vera Lukić przeżyła tę katastrofę będąc w ciąży. Wyraził w tym filmie rozczarowanie, że nie spotkał się z ojcem Johna Lukicia, który zmarł w 2007 roku. W filmie pt. United postać Gregga wcielił się aktor Ben Peel.
Wystąpił również w filmie dokumentalnym pt. Munich Air Disaster: I Was There na brytyjskim National Geographic Channel. Film koncentrował się wokół osobistej podróży Gregga na spotkanie z Serbką Verą Lukić – żoną jugosłowiańskiegodyplomaty, która przeżyła katastrofę lotniczą w Monachium 1958 oraz z jej córką Vesną, kiedy była dzieckiem. Gregg uratował życie syna Very Lukić, co zostało ukazane w filmie dokumentalnym pt. One Life: Munich Air Disaster.
Dnia 16 kwietnia 2012 roku na brytyjskim National Geographic Channel wyemitowano odcinek serialu dokumentalnego Katastrofa w przestworzach pt. Katastrofa w Monachium, w którym Gregg opisuje przebieg katastrofy i jego następstwa. Postać Gregga w tym odcinku jest kreowana przez aktora, który pokazuje, jak ratuje wielu ludzi z płonącego kadłuba.

## Statystyki

### Klubowe
| Klub               | Sezon              | Ligi krajowe | Ligi krajowe | Puchary krajowe | Puchary krajowe | Europa  | Europa | Inne    | Inne   | Łącznie | Łącznie |
| Klub               | Sezon              | Występy      | Bramki       | Występy         | Bramki          | Występy | Bramki | Występy | Bramki | Występy | Bramki  |
| ------------------ | ------------------ | ------------ | ------------ | --------------- | --------------- | ------- | ------ | ------- | ------ | ------- | ------- |
| Doncaster Rovers   | 1952–53            | 8            | 0            | 0               | 0               | –       | –      | –       | –      | 8       | 0       |
| Doncaster Rovers   | 1953–54            | 2            | 0            | 0               | 0               | –       | –      | –       | –      | 2       | 0       |
| Doncaster Rovers   | 1954–55            | 2            | 0            | 0               | 0               | –       | –      | –       | –      | 2       | 0       |
| Doncaster Rovers   | 1955–56            | 21           | 0            | 3               | 0               | –       | –      | –       | –      | 24      | 0       |
| Doncaster Rovers   | 1956–57            | 40           | 0            | 2               | 0               | –       | –      | –       | –      | 42      | 0       |
| Doncaster Rovers   | 1957–58            | 21           | 0            | 0               | 0               | –       | –      | –       | –      | 21      | 0       |
| Doncaster Rovers   | Łącznie            | 94           | 0            | 5               | 0               | –       | –      | –       | –      | 99      | 0       |
| Manchester United  | 1957–58            | 19           | 0            | 8               | 0               | 4       | 0      | –       | –      | 31      | 0       |
| Manchester United  | 1958–59            | 41           | 0            | 1               | 0               | 0       | 0      | –       | –      | 42      | 0       |
| Manchester United  | 1959–60            | 33           | 0            | 3               | 0               | 0       | 0      | –       | –      | 36      | 0       |
| Manchester United  | 1960–61            | 27           | 0            | 3               | 0               | 0       | 0      | –       | –      | 30      | 0       |
| Manchester United  | 1961–62            | 13           | 0            | 0               | 0               | 0       | 0      | –       | –      | 13      | 0       |
| Manchester United  | 1962–63            | 24           | 0            | 4               | 0               | 0       | 0      | –       | –      | 28      | 0       |
| Manchester United  | 1963–64            | 25           | 0            | 0               | 0               | 2       | 0      | –       | –      | 27      | 0       |
| Manchester United  | 1964–65            | 0            | 0            | 0               | 0               | 0       | 0      | –       | –      | 0       | 0       |
| Manchester United  | 1965–66            | 26           | 0            | 7               | 0               | 5       | 0      | –       | –      | 38      | 0       |
| Manchester United  | 1966–67            | 0            | 0            | 0               | 0               | 2       | 0      | –       | –      | 2       | 0       |
| Manchester United  | Łącznie            | 210          | 0            | 26              | 0               | 11      | 0      | –       | –      | 247     | 0       |
| Stoke City         | 1966–67            | 2            | 0            | 0               | 0               | 0       | 0      | –       | –      | 2       | 0       |
| Stoke City         | Łącznie            | 2            | 0            | 0               | 0               | 0       | 0      | –       | –      | 2       | 0       |
| Łącznie w karierze | Łącznie w karierze | 306          | 0            | 31              | 0               | 11      | 0      | –       | –      | 348     | 0       |

### Reprezentacyjne
| Reprezentacja narodowa | Rok     | Występy | Gole |
| ---------------------- | ------- | ------- | ---- |
| Irlandia Północna      |         |         |      |
| 1954                   | 1       | 0       |      |
| 1955                   | 0       | 0       |      |
| 1956                   | 2       | 0       |      |
| 1957                   | 6       | 0       |      |
| 1958                   | 6       | 0       |      |
| 1959                   | 3       | 0       |      |
| 1960                   | 3       | 0       |      |
| 1961                   | 2       | 0       |      |
| 1962                   | 2       | 0       |      |
| 1963                   | 2       | 0       |      |
| Łącznie                | Łącznie | 25      | 0    |

### Trenerskie
Aktualne na dzień 8 sierpnia 2015 roku.
| Klub            | Od               | Do                  | M   | Z   | R   | P   | %Z    |
| --------------- | ---------------- | ------------------- | --- | --- | --- | --- | ----- |
| Shrewsbury Town | 1 lipca 1968     | 1 października 1972 | 195 | 66  | 55  | 74  | 33.85 |
| Swansea City    | 1 listopada 1972 | 1 stycznia 1975     | 101 | 34  | 23  | 44  | 33.66 |
| Crewe Alexandra | 1 stycznia 1975  | 31 maja 1978        | 163 | 53  | 53  | 57  | 32.52 |
| Carlisle United | 20 maja 1986     | 17 listopada 1987   | 73  | 20  | 11  | 42  | 27.40 |
| Ogólnie         | Ogólnie          | Ogólnie             | 532 | 173 | 142 | 217 | 32.52 |

## Osiągnięcia

### Manchester United
- mistrzostwo Anglii: 1965, 1967
- Puchar Anglii: 1963
- Tarcza Wspólnoty: 1965

### Indywidualne
- Złota Rękawica: 1958
- Drużyna marzeń mistrzostw świata: 1958

### Odznaczenia
- Order Imperium Brytyjskiego